# Niciohivka, Kozeleț
Niciohivka (în ucraineană Нічогівка) este o comună în raionul Kozeleț, regiunea Cernihiv, Ucraina, formată numai din satul de reședință.

## Demografie
Componența lingvistică a comunei Niciohivka
     Ucraineană (100%)
Conform recensământului din 2001, toată populația comunei Niciohivka era vorbitoare de ucraineană (100%).